# Kang (Botswana)
Kang is een dorp in het district Kgalagadi in Botswana. De plaats telt 5985 inwoners (2011).